# Eckerd Open 1986
Eckerd Open 1986 — жіночий тенісний турнір, що проходив на відкритих кортах з твердим покриттям Bardmoor Country Club у Ларґо (США) в рамках Світової чемпіонської серії Вірджинії Слімс 1986. Відбувсь учотирнадцяте і тривав з 15 вересня до 21 вересня 1986 року. Несіяна Лорі Макніл здобула титул в одиночному розряді й отримала за це 25 тис. доларів США.

## Фінальна частина

### Одиночний розряд
Лорі Макніл —  Зіна Гаррісон 2–6, 7–5, 6–2
- Для Макніл це був 1-й титул в одиночному розряді за кар'єру.

### Парний розряд
Еліз Берджін /  Розалін Феербенк —  Джиджі Фернандес /  Кім Сендс 7–5, 6–2